# Güntzbad

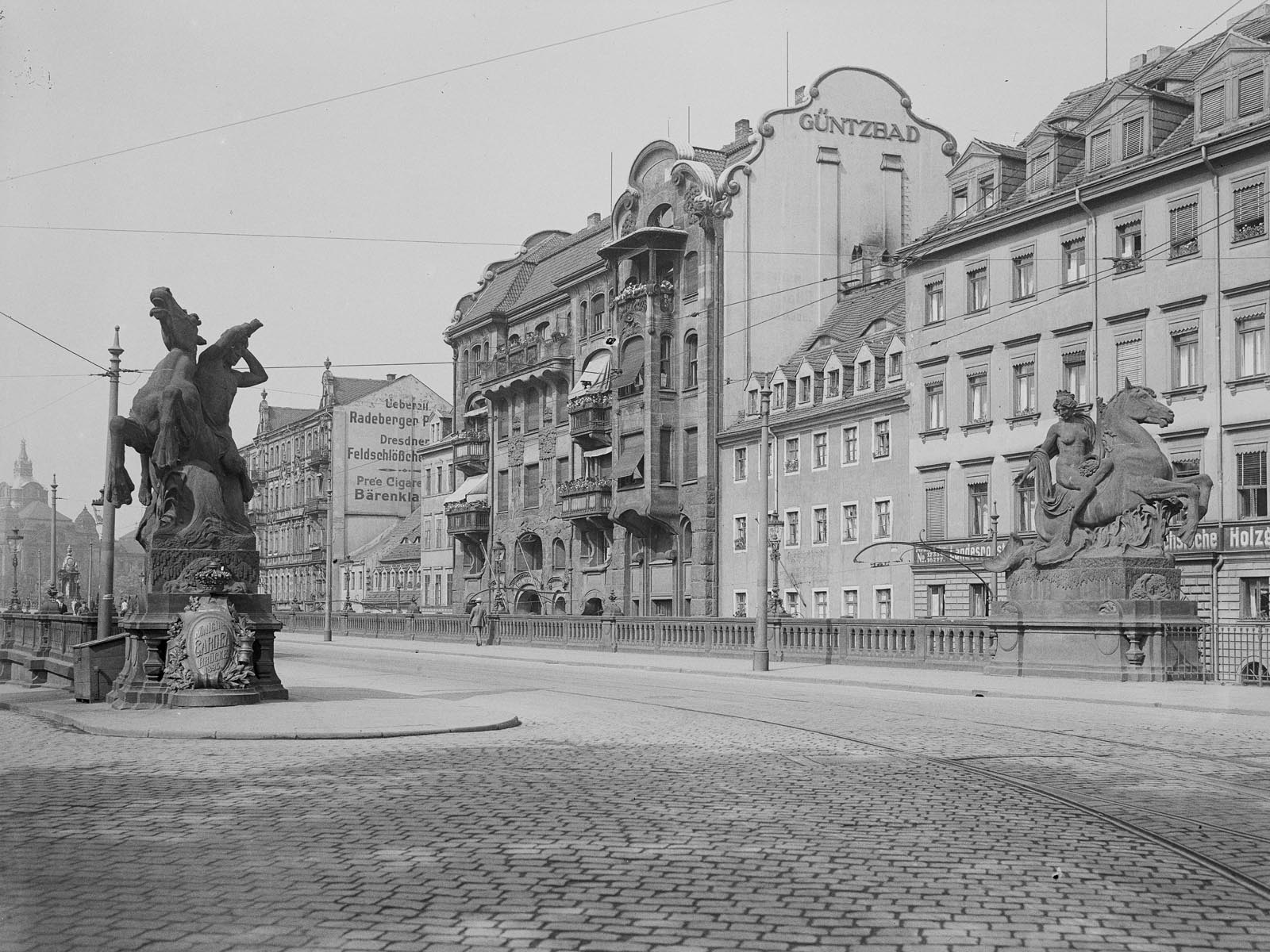
Straßenansicht Güntzbad (1908)

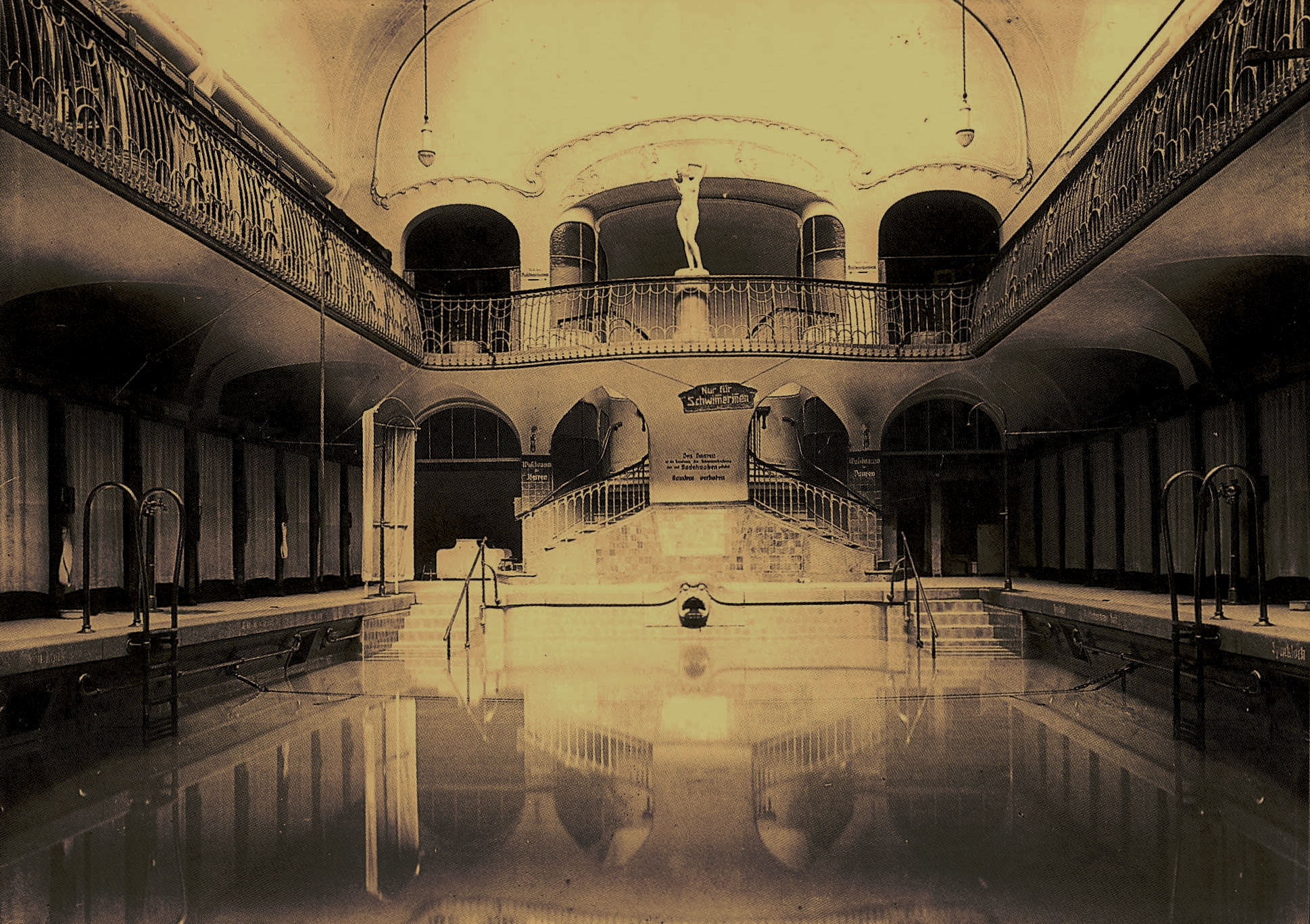
Innenansicht

Das Güntzbad war ein Hallenbad im Jugendstil in Dresden. Es befand sich bis 1945 am Elbberg in der Pirnaischen Vorstadt, unmittelbar neben dem Altstädter Brückenkopf der Carolabrücke.

## Geschichte

### Bau und Eröffnung

Zeitungsanzeige zur Eröffnung

Das erste große Hallenbad der Stadt Dresden wurde von 1903 bis 1905 nach Plänen von Stadtbaurat Edmund Bräter gebaut und am 2. Januar 1906 eröffnet. Möglich wurde der Bau durch finanzielle Mittel aus der Güntzstiftung, welche insgesamt 1,65 Millionen Mark zur Verfügung stellte. Das Gebäude besaß eine repräsentative Fassade mit Jugendstil-Ornamenten, die Sandsteinfassade war mit „aufwendigem figürlichem Schmuck“ versehen worden. Im Inneren gab es zwei getrennte Schwimmhallen für Herren und Damen, wobei die Herrenschwimmhalle eine Beckenfläche von 275 Quadratmetern aufwies. Das Damenbecken maß ca. 18 × 9 Meter. Hinzu kamen 50 Wannenbäder für die Bevölkerung der angrenzenden Wohnviertel, deren Häuser meist keine Badezimmer besaßen. Außerdem gab es ein irisch-römisches Schwitzbad, ein Hundebad, 150 Umkleidekabinen sowie einen als „Bad-Café“ bezeichneten Erfrischungsraum. In der angeschlossenen Wäscherei konnten Badegäste Kleidungsstücke waschen und bügeln lassen. Bereits im Eröffnungsjahr besuchten über 195.000 Besucher das Güntzbad. Dies trotz relativ hoher Eintrittspreise von 40 Pfennigen für Erwachsene und 30 Pfennigen für Kinder. An „Volkstagen“ war der Eintritt nur halb so hoch. Bis 1926 wuchs die Zahl der Badegäste auf bis zu 775.000 pro Jahr an. Abends stand das Bad Dresdner Schwimmvereinen zur Verfügung.

### Umbau 1925 bis 1927
Von 1925 bis 1927 erfolgte unter Leitung von Stadtbaurat Paul Wolf eine Modernisierung des Bades und die Erweiterung in Richtung Steinstraße, die insgesamt zwei Millionen Mark kostete. Dabei wurden nach dem vorherrschenden Zeitgeschmack der Neuen Sachlichkeit Teile der Jugendstilausstattung entfernt, so zum Beispiel der große Kachelofen des Güntzbades. Dafür entstanden neue Wannen- und Schwitzbäder, Massageräume und Räumlichkeiten für Kur- und Heilbehandlungen und wurde damit zu Dresdens repräsentativstes Kurbad. 
Im Erdgeschoss befand sich der von Georg Wrba gestaltete Zugang zum Schwimmbad, in dem man auf umlaufenden Bänken bis zur Brust im Wasser sitzen konnte. Darum herum verlief ein Gang mit Kaltduschen, Trinkbrunnen und Ruhemöglichkeiten. Im Erd- und Zwischengeschoss sind zudem irisch-römisch-russische Schwitzbadräume sowie Warm- und Kaltluftbäder mit Abkühlungshalle. Im ersten und zweiten Stock befinden sich rund 20 unterschiedliche Kurbäder, tageweise abwechselnd für Damen und Herren geöffnet, Möglichkeiten zur Lichtbehandlung, Massageangebote, ein „Inhalatorium“ zum Inhalieren salzhaltiger Luft, Ruheräume und eine Arztpraxis. Das 3. Stockwerk sind ausschließlich Wannenbäder, die ab Sonnabend 14 Uhr auch als Reinigungsbäder genutzt werden können und wodurch insgesamt 100 Wannen zur Verfügung stehen. Im 4. Stock befanden sich Dienstwohnungen, auf dem Dach wurde eine per Aufzug erreichbare Sonnenterrasse als Luft- und Sonnenbad mit fantastischem Blick in die Sächsische Schweiz angelegt.
Zu den modernen technischen Anlagen des Güntzbades gehörte neben Wasseraufbereitungs- und -erwärmungsanlagen (das Bad hatte einen eigenen, 17 Meter tiefen Brunnen zur Wasserversorgung), eine hauseigene Elektrizitätsversorgung mit Dieselgenerator, eine zentral gesteuerte Uhrenanlage mit 60 Uhren sowie eine Rundfunkanlage, über welche die Besucher mit Kopfhörern das Radioprogramm verfolgen konnten. Zur Ausstattung gehörten Kunstkeramik, Solnhofener Plattenkalk für Fußböden und Wände, Carrara-Marmor sowie weitere Plastiken von Georg Wrba.
Zum 1. Februar 1930 wurden die Preise erhöht, die Wannenbäder kosteten nunmehr 1,30 Mark (1. Klasse, vorher 1,00 Mark) und 75 Pfennige (2. Klasse, vorher 60 Pfennige) sowie die Dampfbäder 3,00 Mark (vorher 2,50 Mark).

### Wiederaufbauplanungen und Abriss nach 1945

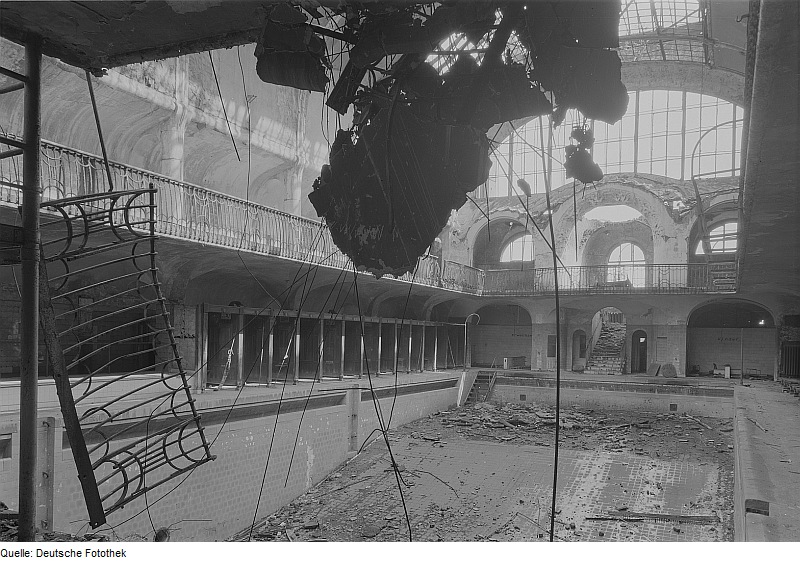
Das Innere der Ruine des Güntzbades (nach 1945)

Im Zweiten Weltkrieg während des Luftangriffes auf Dresden in der Nacht vom 13. zum 14. Februar 1945 schwer beschädigt, stand in der Nachkriegszeit lange die Rekonstruktion des Hauses zur Debatte. Bei einer öffentlichen Sitzung der Stadtverordnetenversammlung im Großen Haus des Staatstheaters am 10. Mai 1951 bat der CDU-Stadtverordnete Henkel den Rat zu untersuchen, was zur Rettung erhaltener Ruinen wie der des Güntzbades unternommen werden könnte. Dabei sprach sich die NDPD-Abgeordnete Roßbach gegen die Erhaltung denkmalgeschützter Ruinen aus. Ein Wiederaufbau des Güntzbades war in der dritten Variante des Teilbebauungsplanes vom August 1958 vorgesehen, wobei sich am 20. August 1958 die Abteilung Wirtschaftspolitik der SED-Stadtleitung Dresden für eine andere Variante des Bebauungsplanes aussprach. Am 4. Mai 1961 wurden die Gelder für den Aufbau des Güntzbades gestrichen, nachdem das Präsidium des Ministerrats beschlossen hatte, den Aufbau der Dresdner Altstadt zum besonderen Staatsplanvorhaben zu erklären.
Anfang August 1962 ließ sich Oberbürgermeister Gerhard Schill von der Bezirks- und Stadtleitung der SED die Vorschläge der Stadt für den Abbruch der erhalten gebliebenen Ruinen, unter anderem der des Güntzbades, bestätigen. Demnach sollte das Bad in den Jahren 1962/63 abgebrochen werden. Die Kosten für den Abbruch waren „wesentlich mehr, als ursprünglich für seinen Aufbau vorgesehen …“. Im Jahr 1964 wurde das Güntzbad abgebrochen. Fünf Jahre später entstand als Ersatz in unmittelbarer Nähe die Schwimmhalle Steinstraße, die 2001 wegen Baufälligkeit geschlossen wurde. Eine aus der Ruine des Güntzbades geborgene Bronzefigur des Bildhauers Georg Wrba befindet sich seit 2010 im Zschonergrundbad in Dresden-Kemnitz.